# Святодухівський собор (Херсон)
Святодухівський кафедральний собор у Херсоні (Привозна церква) — православний (УПЦ МП) історичний храм у Херсоні; цінна історико-архітектурна пам'ятка міста початку XIX століття (охоронний номер: 723).
На початку XIX ст. в центрі Привозної площі в Херсоні було прийнято рішення збудувати Святодухівський храм.
У 1810 р. губернський архітектор Іван Васильович Ярославський склав проект. Архітектор відобразив риси суворого класицизму, уникаючи ремінісценцій бароко.

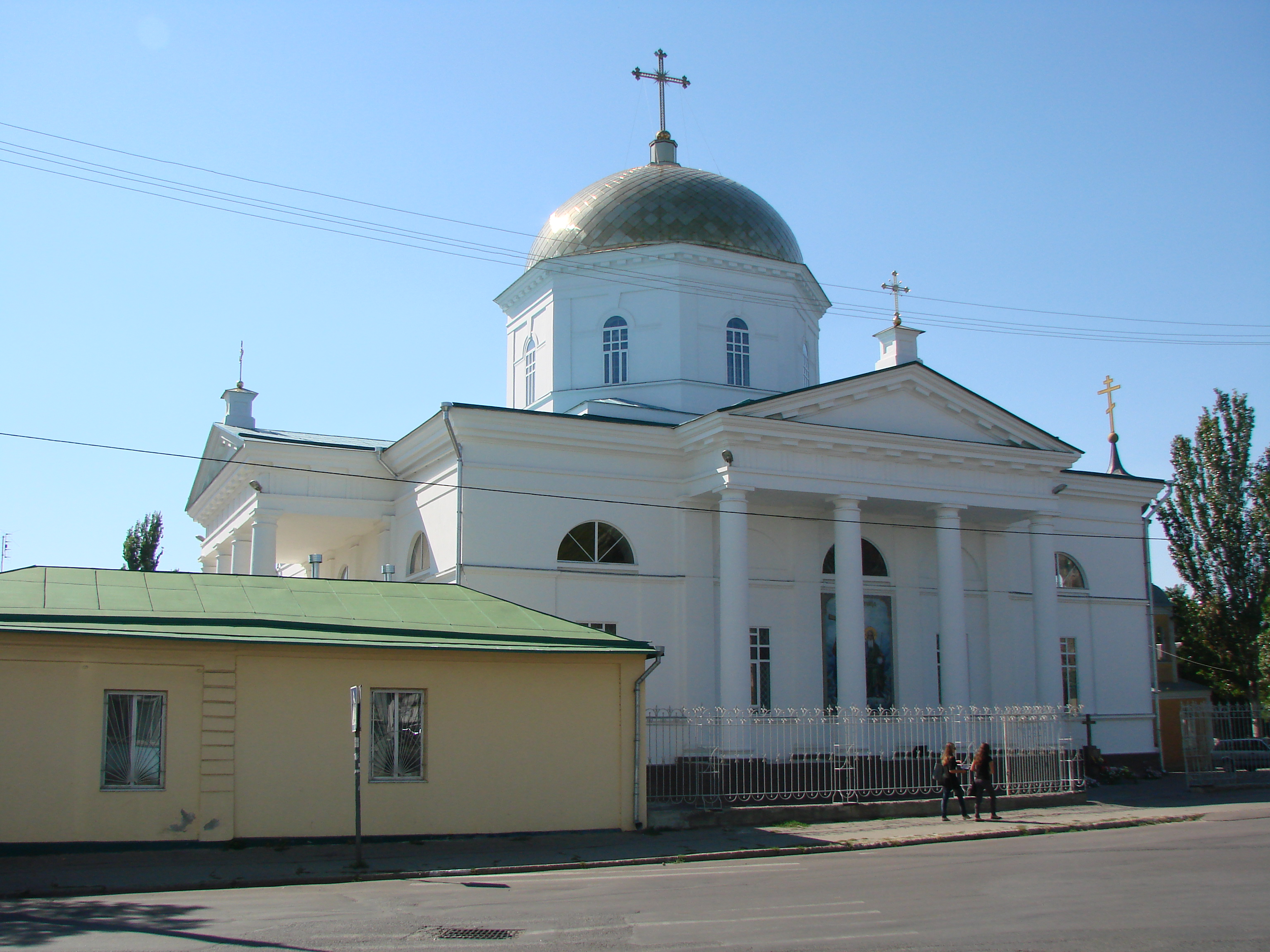
Собор після реставрації фасаду, 2012 рік

Виконаний у простих геометричних формах, храм відрізнявся чіткою пропорційністю, чистотою плану, об'ємів, площин та деталей при одночасному їх поєднанні. Проект датований 1810 роком, проте будівництво церкви, висота якої мала становити 27 м, через постійний брак коштів тривала до 1836 р. В процесі будівництва циліндричний барабан храму було замінено на восьмикутний — простіший у виконанні. Завершенню будівництва храму сприяла пожертва у 15 тис. рублів «раба Божого Гр. І. Р.», як назвав себе благодійник.
Церква мала квадратний план з чотирьохколонними портиками тосканського ордеру з усіх боків. Іконостас було встановлено на пожертви купців Галухина, Богданова, Секачьова та Носова.
У 1910 р. Святодухівська церква була розширена за рахунок прибудови трапезної. Храм не мав власної дзвіниці, тому використовувалася дзвіниця Преображенської церкви, розташованої неподалік.
У 1962 році, коли Катерининський та Успенський собори було вже закрито, Святодухівська церква отримала статус собору. У теперішній час це Святодуховський кафедральний собор (вул. Преображенська, 36).
10 вересня 2023 року постраждав від російського обстрілу. Були пошкоджені фасад, вхід та підсобні приміщення. В ніч на 2 жовтня 2023 року ще один снаряд потрапив у будівлю єпархіального управління. Крім того, були пошкоджені фасад собора, ризниця та вибиті вікна.